# 马牧华严寺
马牧华严寺，位于山西省临汾市洪洞县辛村乡马牧村，2004年6月10日，授予山西省文物保护单位。
马牧华严寺创建于北宋建隆三年（962年），现存大雄宝殿，为元代建筑，面阔五间，进深六椽，悬山顶，体量巨硕。